# Bezzia nicator
Bezzia nicator är en tvåvingeart som först beskrevs av Meillon 1959.  Bezzia nicator ingår i släktet Bezzia och familjen svidknott. Inga underarter finns listade i Catalogue of Life.